# Зайцевка (Харьковская область)
Зайцевка (укр. Зайцівка) — село в Валковской городской общине Богодуховского района Харьковской области Украины.
Код КОАТУУ — 6321283004. Население по переписи 2001 г. составляет 10 (6/4 м/ж) человек.

## Географическое положение
Село Зайцевка находится на расстоянии в 1 км от сёл Кобзаревка, Козаченковка, Лисконоги и Мануйлово (Нововодолажский район).
Рядом с селом небольшой лесной массив урочище Зайцевское (дуб).

## История
- 1804 - дата основания.

## Известные люди
- Михаил Чумаченко, родился в 1917 году в селе Зайцевка. Отец Екатерины Ющенко, жены президента Украины (2005-2010).